# 沙尔蒙
沙尔蒙（法語：Charmont，法語發音：[ʃaʁmɔ̃] ⓘ）是法国马恩省的一个市镇，属于维特里勒弗朗索瓦区。

## 地理
沙尔蒙（48°52'14"N, 4°52'2"E）面积22.79 平方千米，位于法国大東部大區马恩省，该省份为法国东北部内陆省份，北起阿登省，西北接埃纳省，西南接塞纳-马恩省，南至奥布省，东南接上马恩省，东临默兹省。
与沙尔蒙接壤的市镇（或旧市镇、城区）包括：贝唐库尔拉隆格、波塞斯、内唐库尔、韦尔南库尔、弗鲁瓦勒。

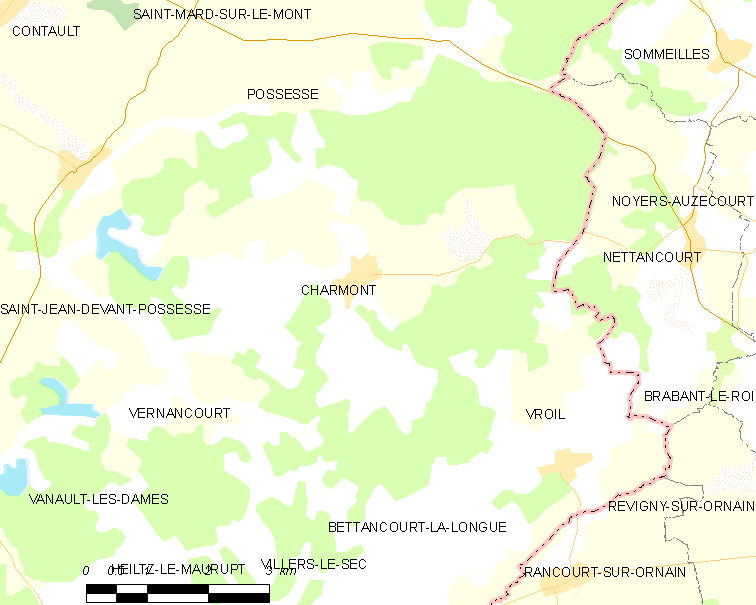
沙尔蒙的OSM定位图

沙尔蒙的时区为UTC+01:00、UTC+02:00（夏令时）。

## 行政
沙尔蒙的邮政编码为51330，INSEE市镇编码为51130。

## 政治
沙尔蒙所属的省级选区为塞迈兹莱班县。

## 人口

1962-2008年间沙尔蒙人口变化图示

沙尔蒙于2022年1月1日时的人口数量为236人。